# Team Apache
Team Apache est un jeu vidéo de combat aérien développé par Simis et édité par Mindscape, sorti en 1998 sur Windows. Le joueur y pilote un Boeing AH-64 Apache.

## Système de jeu
Le système de jeu de Team Apache est un jeu de simulation du combat aérien ou le joueur pilote un hélicoptère Boeing AH-64 Apache.
Le jeu propose deux modes de pilotage principaux : un mode « Training» et un mode «Realistic », qui vise à reproduire le pilotage de l'hélicoptère.

## Accueil
- GameStar : 72 %[2]